# 船頭里福安宮
22°27′50″N 120°28′02″E / 22.46381°N 120.46720°E
船頭里福安宮又稱船仔頭福安宮、船頭福安宮，是位於臺灣屏東縣東港鎮船頭里船頭路，為主祀福德正神之道教廟宇。

## 建廟沿革
創建早期廟室簡單狹小，主祀金府元帥，後增祀福德正神，因金府元帥金身被竊，方由福德正神鎮殿主祀。「依船頭里福安宮廟碑碑文紀載」

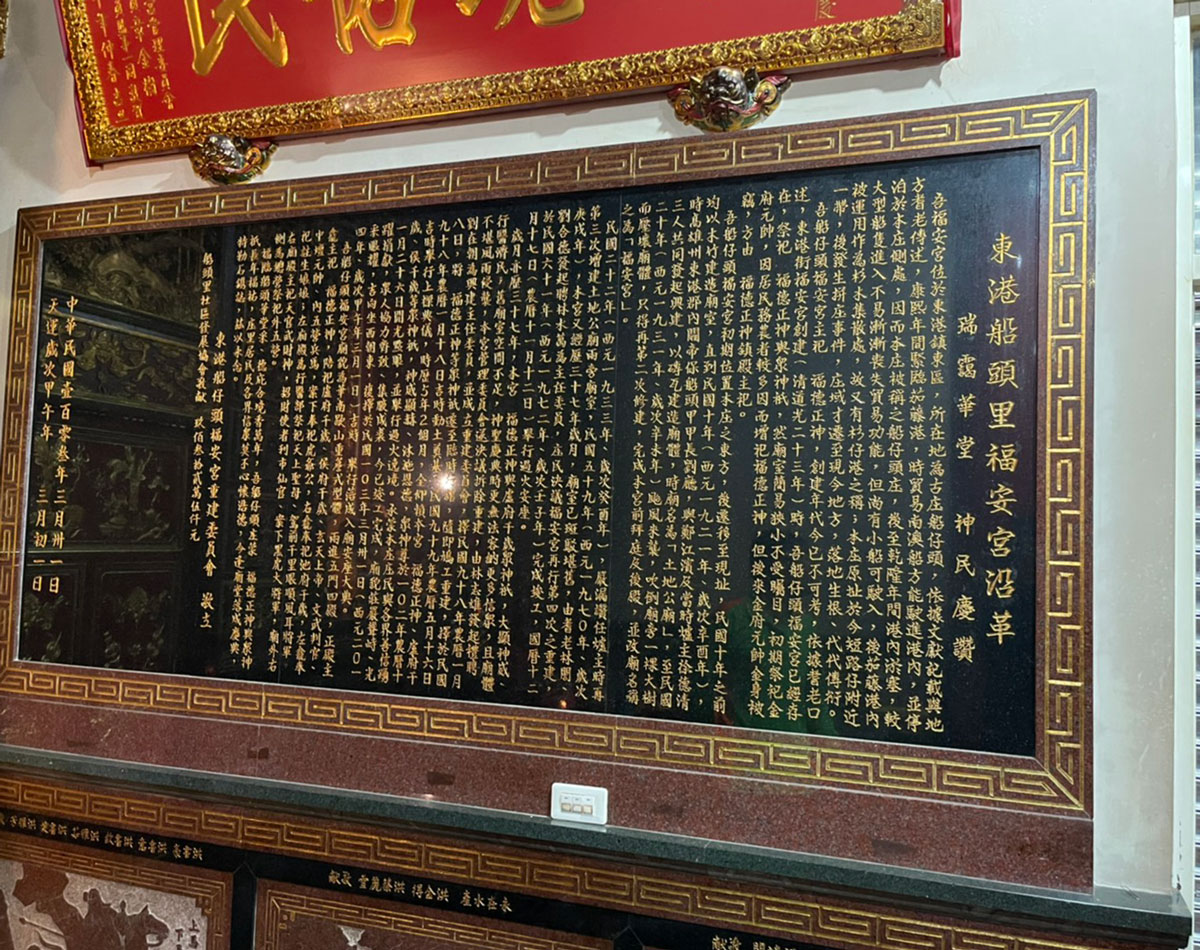
船頭里福安宮歷史沿革

，廟址原位於短路仔一帶，因併莊事件後移至現址船頭路。廟室原以木竹建造，第一次修建係民國10年（1921年）改以磚瓦建造廟體，廟名土地公廟。民國20年（1931年）因颱風吹襲，使大樹壓壞廟體，而進行第二次修建及完成前拜庭及後殿，並改廟名為福安宮。民國22年（1933年）第三次增建福安宮兩旁廟室。歷經37年，廟室已斑駁堪舊，民國59年（1970年）進行第四次重建，民國61年（1972年）竣工，舉行過火安座。又經37年，民國98年（2009年）因廟體不堪風雨侵襲及為了可以容納更多信眾，福安宮管理委員會決議原地拆除重建。於是將福德正神等眾神祇遷至臨時行館。歷時五年二個月，眾神尊於農曆民國102年11月26日，即國曆民國102年12月28日（2013年）開光點眼，並舉行過火遶境儀式。民國103年3月31日（2014年）舉行落成入廟安座大典，主祀福德正神，陪祀盧府千歲、候府千歲等眾神祇。

## 主祀暨副祀
| 供奉位置 | 供奉位置 | 供奉神祇                                                                                       | 備註   |
| -------- | -------- | ---------------------------------------------------------------------------------------------- | ------ |
| 正殿     | 主龕     | 主祀 福德正神 陪祀 盧府千歲、侯府千歲、玄天上帝、文武判官、中壇元帥 內五營兵馬、案下奉祀虎爺公 |        |
| 正殿     | 左龕     | 註生娘娘                                                                                       |        |
| 正殿     | 右龕     | 池府千歲                                                                                       |        |
| 左廂殿   | 左廂殿   | 天上聖母、 駕前千里眼、順風耳將軍                                                              | 行醫部 |
| 右廂殿   | 右廂殿   | 天官武財神、招財使者、利市仙官、 案下黑虎大將軍                                                |        |
| 廟外右側 | 廟外右側 | 五營令旗、石頭公                                                                               |        |

## 行醫部訓乩
船頭里福安宮自清康熙22年開始為救世，替信眾解決疑難雜症，即有訓乩這項廟務，爾後幾經乩童年邁、不堪受任，近而形成訓乩廟務斷層；直到民國108年6月，請示福德正神後，始得恢復訓乩廟務。目前已訓練成就乩身約8-9位（2020年)。

## 東港船仔頭福安宮宋江陣
船仔頭福安宮宋江陣的陣頭，成員37位，衣著白色上衣加長褲，搭配綠色腰巾、手腕、綁腿並配帶一綠色斜背袋。陣形有七式。是福德正神暨眾神祇在入廟參拜或遶境時的駕前護衛。

## 軼事
民國103年（2014年）入廟安座大典後約一個半月，有大批蜜蜂群湧入，直往福德正神金身盤旋圍繞不會傷人，信眾視為吉兆及福德正神之神蹟顯現。請示過福德正神，表示蜜蜂無害，不需進行趨趕。漸漸蜜蜂築巢，幾次移蜂王盼減少蜜蜂數量，未有成功，一段時間又開始築新蜂巢。

## 外部連結
- 東港船頭里福安宮 （页面存档备份，存于）
- 船仔頭福安宮官方粉絲的Facebook專頁（繁體中文）